# Michał Wawrykiewicz
Michał Wawrykiewicz (ur. 11 maja 1971 w Warszawie) – polski prawnik, działacz społeczny i polityk, adwokat, poseł do Parlamentu Europejskiego X kadencji.

## Życiorys
Absolwent Uniwersytetu Warszawskiego, w 1999 został adwokatem w ramach własnej kancelarii.
W lipcu 2017, wraz z Sylwią Gregorczyk-Abram, Marią Ejchart i Pauliną Kieszkowską, został współtwórcą inicjatywy Wolne Sądy, nieformalnej grupy prawników prowadzącej działania na rzecz praworządności.
Z Wolnymi Sądami w 2018 był jednym z inicjatorów Komitetu Obrony Sprawiedliwości (KOS), będącego platformą współpracy kilkunastu organizacji obywatelskich, stowarzyszeń prawniczych oraz inicjatyw na rzecz w obrony praworządności. Wraz z Sylwią Gregorczyk-Abram był pełnomocnikiem w sprawach o orzeczenie zakazu dystrybucji naklejek „strefa wolna od LGBT”. Reprezentował polskich sędziów przed Trybunałem Sprawiedliwości Unii Europejskiej w połączonych sprawach odnoszących się do pytań prejudycjalnych dotyczących zgodności z unijną zasadą praworządności nowego sposobu powoływania Krajowej Rady Sądownictwa oraz utworzenia Izby Dyscyplinarnej w Sądzie Najwyższym (zakończonych wyrokiem z 19 listopada 2019).
Od 2016 udzielał się jako konsultant i ekspert zespołów parlamentarnych, przygotowywał opinie dla Biura Analiz Sejmowych, był ekspertem prawnym marszałka Senatu przy procesach legislacyjnych. Był konsultantem Komisji Wolności Obywatelskich, Sprawiedliwości i Spraw Wewnętrznych Parlamentu Europejskiego w sprawie praworządności w Polsce. Uczestniczył w charakterze eksperta Unii Europejskiej w programie dotyczących systemu wymiaru sprawiedliwości w Albanii.
Autor i współautor tekstów publikowanych m.in. przez OKO.press, „Liberté!” i Verfassungsblog. Członek Stowarzyszenia im. Prof. Zbigniewa Hołdy. Na przełomie 2022 i 2023 przebywał na stypendium National Endowment for Democracy w Waszyngtonie. W 2023 należał do założycieli i został członkiem zarządu międzynarodowej organizacji DemoCrisis, powołanej na rzecz ochrony praworządności i niezależności sądownictwa.
W wyborach do Parlamentu Europejskiego w 2019 bez powodzenia ubiegał się mandat eurodeputowanego z okręgu nr 7 jako kandydat bezpartyjny z listy Koalicji Europejskiej; otrzymał wówczas 35 750 głosów. W 2024 ponownie kandydował w tym samym okręgu w kolejnych wyborach do PE (jako bezpartyjny z ramienia Koalicji Obywatelskiej). Otrzymał w nich 119 068 głosów (11,58% głosów w okręgu), uzyskując tym razem mandat europosła. W PE X kadencji został członkiem grupy Europejskiej Partii Ludowej (Chrześcijańscy Demokraci), Komisji Prawnej i Delegacji do spraw stosunków ze Stanami Zjednoczonymi, a także zastępcą członka Komisji Wolności Obywatelskich, Sprawiedliwości i Spraw Wewnętrznych oraz Komisji Specjalnej ds. Europejskiej Tarczy Demokracji. W październiku 2024, podczas rocznicy wybuchu powstania węgierskiego z 1956, przemawiał w trakcie protestu zorganizowanego przez Pétera Magyara, lidera węgierskiej opozycji.

## Wyniki wyborcze
| Wybory | Komitet wyborczy | Komitet wyborczy     | Organ                            | Okręg | Wynik            |
| ------ | ---------------- | -------------------- | -------------------------------- | ----- | ---------------- |
| 2019   |                  | Koalicja Europejska  | Parlament Europejski IX kadencji | nr 7  | 35 750 (2,98%)   |
| 2024   |                  | Koalicja Obywatelska | Parlament Europejski X kadencji  | nr 7  | 119 068 (11,58%) |

## Życie prywatne
Jest bratem Andrzeja Wawrykiewicza (rapera o pseudonimie Jędker).

## Wyróżnienia
Wraz z inicjatywą Wolne Sądy uhonorowany za działalność publiczną Nagrodą „Newsweeka” im. Teresy Torańskiej (2018), Nagrodą Radia Tok FM im. Anny Laszuk (2019), wyróżnieniem w XIII edycji Nagrody im. Edwarda J. Wende, Europejską Nagrodą Obywatelską (2021), nagrodą „The Rule of Law Award” przyznaną przez Union Internationale des Avocats (2022), nagrodą Kampanii Przeciw Homofobii „Korony Równości” (2023), Nagrodą im. Andrzeja Wajdy (2024). Wraz z Sylwią Gregorczyk-Abram i Pauliną Kieszkowską otrzymał Nagrodę Polskiej Rady Biznesu im. Andrzeja Czerneckiego w kategorii „działalność społeczna” (2024).
W 2019 został wyróżniony w konkursie „Prawnik Pro Bono” organizowanym przez „Rzeczpospolitą”, w 2020 znalazł się w rankingu najbardziej wpływowych prawników opracowanym przez „Dziennik Gazetę Prawną”. W 2021 otrzymał odznakę „Adwokatura Zasłużonym”.

## Publikacje
- Konstytucja, praworządność, władza sądownicza. Aktualne problemy trzeciej władzy w Polsce (współautor pracy zbiorowej), Wolters Kluwer, Warszawa 2019, ISBN 978-83-8160-688-2.
- Under Siege. Why Polish courts matter for Europe (współautor raportu), Fundacja im. Stefana Batorego, Warszawa 2019[35].
- Stan praworządności w Polsce. Działania podjęte przez instytucje Unii Europejskiej i niezrealizowane rekomendacje Komisji Europejskiej (współautor raportu), Fundacja im. Stefana Batorego, Warszawa 2019[36].
- Raport „2000 dni bezprawia (współautor raportu), Wolne Sądy, Warszawa 2021[37].
- Meritum adwokata i adwokatki (współautor pracy zbiorowej), Wolters Kluwer, Warszawa 2024, ISBN 978-83-8358-540-6.